# 水道 (文京区)
水道（すいどう）は、東京都文京区の町名。現行行政地名は水道一丁目および水道二丁目。住居表示実施済区域。

## 地理
東京都文京区西部に位置し、東西に細長い町域を持つ。巻石通りから神田川に向かって若干傾斜する地勢的特徴を持ち、全域とも概ね標高10m以下である。南は神田川、目白通りならびに高架の首都高速5号池袋線を介して新宿区と関口、北は巻石通りを介して春日二丁目、小日向一丁目・二丁目、西は音羽通りと江戸川橋駅を介して音羽、関口、東は神田川が大きく向きを変える辺り（大曲交差点付近）で後楽二丁目にそれぞれ接する。

### 地名
地名の由来は、この地に神田上水（現・巻石通り）が通っていたことによる。江戸時代より、小日向水道町、小石川金杉水道町などと称していた。旧町名は、神田上水沿いを意味する「水道端」が図書館の名にあるほか、「西江戸川町」と「武島町」の名は町会名に残っており、現在に至るまで祭事や行事の単位となっている。
水道一丁目
その独特な形状と相まってランドマーク的存在となっているTOPPAN小石川ビル（印刷博物館）付近を中心とし、東側はマンションや官舎、データセンター等を中心とした中高層複合市街地（第二種住居地域および一部の近隣商業地域）である。西側は低中層建築物が密集した住工共存市街地（準工業地域、第一種住居地域および一部の近隣商業地域）となっており、それぞれ趣の異なった町並みとなっている。
水道二丁目
全域、水道一丁目西側と趣を一にしており、印刷・出版関連などの事業所と一般住居、マンション等が混在している住工共存市街地（準工業地域および近隣商業地域）となっている。

## 歴史
江戸時代には武家地や寺地が多くあり、近隣の居住者には幕府から神田上水の定浚を命じられていた。また、現在の町域に沿って流れる江戸川（現在の神田川）は、石切橋より上流が清流であった。そのため、紙漉き場ができて、神楽坂「相馬屋」の初代が紙を漉いていたほか、1881年（明治14年）創業（昭和7年廃業）の長成舎により、「江戸川」を冠した巻紙や封筒、辞令用紙、株式用紙等が作られた。1884年（明治17年）頃から江戸川町の大海原某氏が植え始めたといわれる桜並木があり、近隣住民の協力もあって多い時には241本を数えるまでになり、小石川区内の一大名所として全市に誇るほどだったが、1919年（大正8年）に完工した護岸工事によりほとんど失われてしまっている。その後の関東大震災では、地域としては辛うじて延焼を免れたものの、東京大空襲等戦災により焼け野原となった。
明治以降、この地には有島武郎が生を受けたほか、中村正直、内田魯庵、中江兆民、壺井繁治、広津柳浪、馬場孤蝶、佐々木喜善といった文学者、作家等が居を構えたりした。大正時代に入ると、少年期の黒澤明が住み、かつて永井荷風も在籍していた黒田尋常小学校に通っていた。その頃（1920年）、人見圓吉らにより日本女子高等学院（現在の昭和女子大学）が当地に創立、設置されており、当時の黒澤明宅と日本女子高等学院は、同時期に西江戸川町内に所在したようである。1957年4月には、髙澤節が個人立の美術研究所「すいどーばた洋画会」（現在のすいどーばた美術学院）を当地に創立している。落語「金魚の芸者」に、主人公が助けた金魚が居たのがこの辺り（武島町）とされるものがある。怪談「牡丹灯籠」に、旗本相川新五兵衛宅の所在地として水道端が出てくる。落語家の初代快楽亭ブラックが小石川水道端で英語の教授をしていた。
戦後は、隣接する新宿区同様、出版、取次、印刷関連の事業所が集積して活況を呈するようになった。また、都心部交通網再編の影響が当地にも及び、1968年（昭和43年）に目白通りを走る都電江戸川線（15・39系統）が廃止され、1969年（昭和44年）に首都高速5号池袋線が高架で部分開通、1974年（昭和49年）に地下鉄有楽町線が開通して近隣に江戸川橋駅が設置された結果、川沿いの風景や地域の交通体系が大きく変化した。
平成時代に入ると、経済構造の変化から印刷工場や出版物流拠点であった土地の再利用が進み、マンション、オフィスビル、データセンター、医薬品の物流センターなどが立地するようになった。その一方で、車両の通れない生活小径や小規模な商店街といった下町風情も残しており、新旧住商工混在でありながらも比較的落ち着いた地域として現在に至っている。

### 沿革
- 昭和39年8月1日- 水道端一丁目、武島町、西江戸川町、水道町、江戸川町の各一部を併せた町域を「水道一丁目」とし、住居表示を実施。
- 昭和41年4月1日- 水道端一丁目、水道端二丁目、武島町、西江戸川町、小日向水道町の各一部を併せた町域を「水道二丁目」とし、住居表示を実施。

## 交通

### 鉄道
町内に鉄道駅はない。ただし、近隣には東京メトロ丸ノ内線が掘割（地上）を、東京メトロ有楽町線が目白通りの直下を走り、町内とは神田川、目白通りを介し江戸川橋駅がある。そのほか、町境から1km程度の所に春日駅、後楽園駅、飯田橋駅および神楽坂駅がある。なお、その名称から最寄駅と類推されやすい水道橋駅は、町境より1.5km程度の距離があり、飯田橋駅より遠方である。

### 路線バス
巻石通りには、文京シビックセンター（後楽園駅、春日駅）から江戸川橋駅方面へと文京区コミュニティバスBーぐる（目白台・小日向ルート）が運行されており、「文京総合福祉センター」からは、小日向を経由して茗荷谷方面への利用もできる。目白通りには、都営バス上69系統と飯64系統が運行され、高田馬場駅（小滝橋車庫）、上野公園、九段下の各方面に向かうことができる。また、「春日二丁目」（都02系統、都02乙系統）や「江戸川橋」（白61系統、上58系統）も利用できる。なお、羽田空港・成田空港とは、ホテル椿山荘東京発着のリムジンバスと、飯64系統（九段下）・Bーぐる（椿山荘）を乗り継ぐことで階段移動なくアクセスすることが可能である。
最寄りのバス停
- 東京都交通局：「大曲」「東五軒町」「石切橋」
- 文京区コミュニティバスBーぐる（目白台・小日向ルート）：「トッパンホール印刷博物館前」「水道二丁目」「文京総合福祉センター」

### 公道
- 巻石通り（水道通り）

### 神田川に架かる橋
- 江戸川橋、華水橋、掃部橋（かもんばし）、古川橋、石切橋、西江戸川橋、小桜橋、中之橋、新白鳥橋、白鳥橋

## 世帯数と人口
2025年（令和7年）3月1日現在（文京区発表）の世帯数と人口は以下の通りである。
| 丁目       | 世帯数    | 人口    |
| ---------- | --------- | ------- |
| 水道一丁目 | 1,569世帯 | 2,741人 |
| 水道二丁目 | 2,538世帯 | 4,081人 |
| 計         | 4,107世帯 | 6,822人 |

### 人口の変遷
国勢調査による人口の推移。
| 年                 | 人口  |
| ------------------ | ----- |
| 1995年（平成7年）  | 4,235 |
| 2000年（平成12年） | 4,322 |
| 2005年（平成17年） | 4,558 |
| 2010年（平成22年） | 5,555 |
| 2015年（平成27年） | 5,993 |
| 2020年（令和2年）  | 6,969 |

### 世帯数の変遷
国勢調査による世帯数の推移。
| 年                 | 世帯数 |
| ------------------ | ------ |
| 1995年（平成7年）  | 1,896  |
| 2000年（平成12年） | 2,174  |
| 2005年（平成17年） | 2,530  |
| 2010年（平成22年） | 3,247  |
| 2015年（平成27年） | 3,584  |
| 2020年（令和2年）  | 4,172  |

## 学区
区立小・中学校に通う場合、学区は以下の通りとなる（2020年9月現在）。金富小学校は、集団登校を実施していたが、コロナ感染対策等のため2020年度以降は休止となった。中学校は学校選択制度が採用されていることから、指定校以外の学校を希望することができる。ただし、茗台中学校と音羽中学校は、指定区域外の希望者が多く、抽選を実施することがある。
| 丁目       | 番地            | 小学校                   | 中学校             |
| ---------- | --------------- | ------------------------ | ------------------ |
| 水道一丁目 | 1〜2番 11〜12番 | 文京区立金富小学校       | 文京区立第三中学校 |
| 水道一丁目 | 3〜10番         | 文京区立金富小学校       | 文京区立茗台中学校 |
| 水道二丁目 | 1〜5番 17〜19番 | 文京区立金富小学校       | 文京区立茗台中学校 |
| 水道二丁目 | 6〜16番         | 文京区立小日向台町小学校 | 文京区立音羽中学校 |

## 事業所
2021年（令和3年）現在の経済センサス調査による事業所数と従業員数は以下の通りである。
| 丁目       | 事業所数  | 従業員数 |
| ---------- | --------- | -------- |
| 水道一丁目 | 116事業所 | 6,356人  |
| 水道二丁目 | 220事業所 | 1,265人  |
| 計         | 336事業所 | 7,621人  |

### 事業者数の変遷
経済センサスによる事業所数の推移。
| 年                 | 事業者数 |
| ------------------ | -------- |
| 2016年（平成28年） | 322      |
| 2021年（令和3年）  | 336      |

### 従業員数の変遷
経済センサスによる従業員数の推移。
| 年                 | 従業員数 |
| ------------------ | -------- |
| 2016年（平成28年） | 5,522    |
| 2021年（令和3年）  | 7,621    |

## 施設
町内全域に小規模な小売店舗、飲食店、コインパーキング（カーシェアリング車輛の配置）等が散在しているほか、個人医院も数件ある。
水道一丁目
- 文京区立水道保育園・水道児童館
- 印刷博物館 TOPPAN小石川本社ビル併設の印刷をテーマとした展示施設（一部有料）。
- トッパンホール TOPPAN小石川本社ビル併設のクラシックを中心とした音楽ホール。同所は佐々木喜善旧居跡。
- 同人社（跡碑） 明治の啓蒙思想家である中村正直（敬宇）が開設した私塾跡。慶應義塾、攻玉社と並び称された[27]。
- まいばすけっと （旧「ユネスコ」→「テスコ」）
- アルフレッサ文京医薬品センター
- 出口歯科医院
- 掌整骨院

小桜商店街
- 巣鴨信用金庫水道支店
- マルエツプチ水道小桜店 - 旧ポロロッカ食品館水道小桜店が改装オープン。
- セブン-イレブン水道一丁目店
- 護佐丸 - 沖縄料理店
- ななみや

水道二丁目
- 文京区立水道端図書館
- 文京区立水道交流館
- 文京水道郵便局
- 社団法人日本出版協会
- 社団法人日本淘道会
- 一般社団法人日本ディアボロ協会
- 一般社団法人全国木質セメント板工業会 旧「全国木質セメント板工業組合」
- 特定非営利活動法人伝統木版画ルネサンス
- 守谷医院
- 中原内科医院
- 山県歯科医院、河江歯科医院
- デイリーヤマザキ小日向店
- T-WALL江戸川橋店 フリークライミングジム
- リストランテ ラ・バリック トウキョウ (La Barrique Tokyo) - 一軒家風のイタリア料理店
- 石ばし - うなぎ料理店の老舗
- はし本蒲焼店 - うなぎ料理店の老舗
- 剣山閣 - 韓国焼肉料理店
- 新雅 - 中華料理料理店
- 浅野屋 - そば店
- 酢飯屋、喜久佳、平寿司、松寿司 - 寿司店

### 公園
- 公開空地 - トッパンホール周辺
- 水道一丁目児童遊園
- 水道二丁目児童遊園

## 公共

### 所轄警察署
水道一丁目1～2、11～12番の区域
- 警視庁富坂警察署

富坂警察署管内を除く水道一丁目および二丁目の区域
- 警視庁大塚警察署

### 所轄消防署
水道一丁目の区域
- 東京消防庁小石川消防署

水道二丁目の区域
- 東京消防庁小石川消防署老松出張所

### 所轄税務署
- 小石川税務署

### 消防団
- 小石川消防団第5分団

### 町会
旧町名に準ずる。
- 小日水町会、武島町会、水道端町会、西江戸川町会、道和町会、後楽町会

### 地域活動センター
文京区の地域活動センターは町内には置かれていないが、所管区域は以下の通り。なお、礫川地域活動センターは区民サービスコーナー業務を行っていないため、文京区シビックセンターの関係部門を利用する。
礫川地域活動センター
- 水道一丁目1番、2番、11番、12番

大塚地域活動センター
- 水道一丁目3番-10番、水道二丁目1番-5番、13番13号-15号、14番1号、2号、3号の一部、5号-14号、15番-19番

音羽地域活動センター
- 水道二丁目6番-12番、13番1号-12号、14番3号の一部、4号

## 防災
都市化が進んだ高度経済成長期以降、神田川の氾濫が幾度か発生した。昭和40年代には、地元町会が一致団結して神田川治水対策協議会を結成し、意見書の提出などによる当局への働きかけを行った結果、分水路等が建設された。平成になると、上流に「神田川・環状七号地下調節池」が完成するなど洪水対策がさらに進んだことから、当地域における神田川に起因する水害は大幅に減少している。なお、華水橋付近設置の水位計が警戒または危険水位に達したときには、サイレンが吹鳴する。また、水道端図書館付近および小桜橋付近に防災行政無線屋外スピーカーが設置されているほか、水道一丁目児童遊園に区設貯水槽がある。

### 災害時の避難先
- 避難所 - 文京区立金富小学校。ただし、道和町会、後楽町会エリア（水道住宅を除く水道一丁目1～2、11～12番の区域）は、文京区立第三中学校。
- 避難場所 - 後楽園一帯

## 出身・ゆかりのある人物

### 文学・作家等
文学者・作家は以下のような人物がいた
- 中村正直：明治5年6月、小石川江戸川町17番地（水道1-2-11）転入。明治24年6月7日同所没。
- 有島武郎：明治11年3月4日、小石川水道町52番地（水道1-12-7）生まれ。明治15年転出。
- 広津柳浪：明治20年、小石川小日向水道端2-11（水道2-15-14）転入。明治21年転出。
- 内田魯庵：明治26年秋、小石川西江戸川町15番地（水道2-1）転入。明治35年6月転出。
- 中江兆民：明治25年12月、小石川武島町27番地（水道2-4-14）転入。明治34年12月13日同所没。
- 佐々木喜善：明治41年以前、武島町3番地（水道1-3-3）転入。
- 黒澤明：大正6年、小石川区西江戸川町9（水道1-4）転入。大正12年頃転出。
- 壺井繁治：大正11年4月、小石川水道端二丁目16番地（水道2-15）転入。大正12年2月転出。
- 馬場孤蝶：大正14年頃、小石川水道端町二丁目18番地（水道2-14）転入。昭和15年渋谷区にて没。
- 平林初之輔：昭和4年2月、小石川水道端一丁目12番地（水道1-7-12）転入。昭和6年渡仏中に没。

### 政治
- 高見之通（弁護士、衆議院議員） - 住所が小石川区西江戸川町[29]。

## その他

### 日本郵便
- 郵便番号 : 112-0005[3]（集配局 : 小石川郵便局[30]）。